# Okręg Briey
Okręg Briey (fr. Arrondissement de Briey) – okręg w północno-wschodniej Francji. Populacja wynosi 162 tysiące.

## Podział administracyjny
W skład okręgu wchodzą następujące kantony:
- Audun-le-Roman,
- Briey,
- Chambley-Bussières,
- Conflans-en-Jarnisy,
- Herserange,
- Homécourt,
- Longuyon,
- Longwy,
- Mont-Saint-Martin,
- Villerupt.